# Цыдовка

Цыдовка, Цидовка — река в России, протекает по территории Чердынского района Пермского края. Устье реки находится в 37 км по правому берегу реки Колва. Длина реки составляет 16 км. В 5,3 км от устья принимает слева реку Бигичевка.
Исток реки в 12 км северо-западнее села Вильгорт. Река течёт на юг, в нижнем течении поворачивает на юго-восток. В среднем течении на реке село Цыдва и деревня Мисирева (Вильгортское сельское поселение). Кроме Бигичевки именованных притоков не имеет. Впадает в Колву в селе Вильгорт.

## Данные водного реестра
По данным государственного водного реестра России относится к Камскому бассейновому округу, водохозяйственный участок реки — Кама от водомерного поста у села Бондюг до города Березники, речной подбассейн реки — бассейны притоков Камы до впадения Белой. Речной бассейн реки — Кама.
По данным геоинформационной системы водохозяйственного районирования территории РФ, подготовленной Федеральным агентством водных ресурсов:
- Код водного объекта в государственном водном реестре — 10010100212111100006673
- Код по гидрологической изученности (ГИ) — 111100667
- Код бассейна — 10.01.01.002
- Номер тома по ГИ — 11
- Выпуск по ГИ — 1